# Українське Центральне Допомогове Об'єднання Австрії
Українське Центральне Допомогове Об'єднання Австрії (УЦДОА), громадська оргція, заснована 1946 в Інсбруку для опіки і допомоги українським емігрантам (переміщеним особам і біженцям). Крім допомогової акції, УЦДОА вело культурно-освітянську діяльність, творило мережу шкіл (від дитячих садків до гімназій і високошкільних курсів), влаштовувало дитячі оселі й табори, опікувалося охороною українських могил тощо. УЦДОА об'єднувало 9 (допомогових) обл. комітетів і низку інших культурних і професійних товариств на території Австрії, згодом координувало працю всіх українських організацій й установ та репрезентувало українців перед урядовою адміністрацією і чужинецькими установами.
Головними осередками Об'єднання були: Інсбрук — Куфштайн, Зальцбурґ, Лінц, Ґрац, Філлях — Шпіталь, Кляґенфурт, а по звільненні радянської зони Австрії (з 1955) — Відень. З 1950 осідок УЦДОА перенесено до Зальцбурґу, з 1965 до Відня. У 1940-их pp. Об'єднання мало близько 12 000 чл.; після виїзду українців з Австрії, з поч. 1950-их pp., число членів зменшувалося, тепер бл. 800 чл. Головами Об'єднання були: М. Росляк, І. Кедрин-Рудницький, І. Тиктор, Є. Ґловінський, М. Курах, Б. Бемко, Д. Бобанич, М. Ковалевський, о. І. Дашковський (1957–1965), Ю. Костюк, Сергій Наклович (1965 — 71), Ю. Костюк (1971 — 75) і знову С. Наклович (з 1975).
З новою хвилею біженців й емігрантів з СРСР і сателітних країн УЦДОА перебрало допомогову опіку й над ними. З 1967 увійшло до складу нової заг.-гром. надбудови: Координаційної Ради Укр. Організацій Австрії, а також до СКВУ.